# Henri Morier
Henri Morier  (* 23. Mai 1910 in Genf; † 20. Dezember 2004 in Ambilly) war ein Schweizer Romanist.

## Leben und Werk
Morier studierte in Genf und promovierte 1943 mit dem ersten Band von Le rythme du vers libre symboliste étudié chez Verhaeren, Henri de Régnier, Vielé-Griffin et ses relations avec le sens (3 Bde., Genf 1943/44, 2. Auflage 1977). 1952 wurde er Professor an der Universität Genf und gründete ein Zentrum für Poetik. Seine Bücher erhielten Preise der Académie française. Morier war Mitglied des Conseil international de la langue française und gehörte zum Comité de patronage der Zeitschrift Le Français Moderne.

## Weitere Werke
- Aubades, Genf 1947
- La psychologie des styles, Paris 1959, 1985
- Dictionnaire de poétique et de rhétorique, Paris 1961, 1975, 1981, 1989, 1998